# Nuntawan Chanprasert
Nuntawan Chanprasert (ottobre 1970) è una traduttrice thailandese.

## Biografia
Si laureò in Lettere nel 1995 all'Università Chulalongkorn, Bangkok.

## Traduzioni principali
Narrativa
- Gianrico Carofiglio. Ad occhi chiusi. (2024)
- Leonardo Sciascia. A ciascuno il suo. (2024)
- Viola Ardone. Il treno dei bambini. (2023)
- Donatella Di Pietrantonio. L'Arminuta. (2023)
- Gianrico Carofiglio. Testimone inconsapevole. (2022)
- Leonardo Sciascia. Il giorno della civetta. (2021)
- Paolo Cognetti. Le otto montagne. (2021)
- Elena Ferrante. Storia del nuovo cognome. (2020)
- Marco Missiroli. Atti osceni in luogo privato. (2020)
- Paolo Giordano. Nel contagio. (2020)
- Claudio Sopranzetti. Il Re di Bangkok. (2020)
- Elena Ferrante. L'amica geniale. (2018)
- Italo Calvino. Le città invisibili. (2018)
- Giorgio Bassani. Gli occhiali d'oro. (2017)
- Dacia Maraini. La lunga vita di Marianna Ucrìa. (2017)
- Milena Agus. Mal di pietre. (2017)
- Leonardo Sciascia. Una storia semplice. (2017)
- Marco Missiroli. Il senso dell'elefante. (2017)
- Italo Calvino. Marcovaldo. (2016)
- Luigi Pirandello. Sei personaggi in cerca d'autore. (2015)
- Alberto Moravia. Il disprezzo. (2014)
- Margaret Mazzantini. Non ti muovere. (2014)
- Antonio Tabucchi. La testa perduta di Damasceno Monteiro. (2013)
- Antonio Tabucchi. Notturno indiano. (2012)
- Antonio Tabucchi. Sostiene Pereira. (2012)
- Italo Calvino. Se una notte d'inverno un viaggiatore. (2006)

Saggi
- Alberto Angela. L'ultimo giorno di Roma. Viaggio nella città di Nerone poco prima del grande incendio. (2025)
- Umberto Eco. Pape Satàn Aleppe. (2018)
- Umberto Eco. Come viaggiare con un salmone. (2017)

Libri per ragazzi
- Costanza Rizzacasa d'Orsogna. Storia di Milo, il gatto che non sapeva saltare. (2019)
- Giovanna Zoboli. C'era una volta una storia. (2014)
- Bianca Pitzorno. L'incredibile storia di Lavinia. (2007)
- Silvana De Mari. L'ultimo elfo. (2006)
- Domenica Luciani. Solido, liquido o gassoso?. (2005)
- Silvana Gandolfi. L'isola del tempo perso. (2004)
- Angela Nanetti. Mio nonno era un ciliegio. (2003)
- Luciano Comida. Un pacco postale di nome Michele Crismani. (2003)
- Mario Lodi. Cipì. (2003)
- Roberto Piumini. Mattia e il nonno. (2002)

Riconoscimenti
Premio Nazionale per la Traduzione 2019